# Liste der Monuments historiques in Guitrancourt
Die Liste der Monuments historiques in Guitrancourt führt die Monuments historiques in der französischen Gemeinde Guitrancourt auf.

## Liste der Bauwerke
| Bezeichnung             | Beschreibung | Standort                   | Kennzeichnung | Schutzstatus | Datum | Bild |
| ----------------------- | ------------ | -------------------------- | ------------- | ------------ | ----- | ---- |
| Menhir La Pierre Drette |              | Les Terres Blanches (Lage) | PA00087449    | Classé       | 1957  |      |